# Municipio de Dulovo
El municipio de Dulovo (búlgaro: Община Дулово) es un municipio búlgaro perteneciente a la provincia de Silistra.
En 2011 tiene 28 282 habitantes, el 65,49% turcos, el 16,6% búlgaros y el 8,55% gitanos. La cuarta parte de la población vive en la capital municipal Dulovo.
Se ubica en el sur de la provincia, limitando con las provincias vecinas de Dobrich, Shumen y Razgrad. En su término municipal se cruzan la carretera 7 que une Silistra con Shumen con la carretera 23 que lleva a Ruse.

## Localidades
| Localidad           | Cirílico            | Población (diciembre de 2009) |
| ------------------- | ------------------- | ----------------------------- |
| Dulovo              | Дулово              | 6621                          |
| Boil                | Боил                | 954                           |
| Cherkovna           | Черковна            | 599                           |
| Chernolik           | Чернолик            | 1425                          |
| Chernik             | Черник              | 2299                          |
| Dolets              | Долец               | 533                           |
| Grancharovo         | Грънчарово          | 505                           |
| Kozyak              | Козяк               | 362                           |
| Kolobar             | Колобър             | 532                           |
| Mezhden             | Межден              | 691                           |
| Oven                | Овен                | 1011                          |
| Okorsh              | Окорш               | 1617                          |
| Oreshene            | Орешене             | 399                           |
| Paisievo            | Паисиево            | 870                           |
| Polkovnik Taslakovo | Полковник Таслаково | 435                           |
| Poroyno             | Поройно             | 1248                          |
| Pravda              | Правда              | 1664                          |
| Prohlada            | Прохлада            | 250                           |
| Razdel              | Раздел              | 624                           |
| Ruyno               | Руйно               | 857                           |
| Sekulovo            | Секулово            | 920                           |
| Skala               | Скала               | 212                           |
| Vodno               | Водно               | 921                           |
| Vokil               | Вокил               | 1227                          |
| Varbino             | Върбино             | 100                           |
| Yarebitsa           | Яребица             | 1357                          |
| Zlatoklas           | Златоклас           | 627                           |
| Total               |                     | 28 860                        |